# Edward Sheean

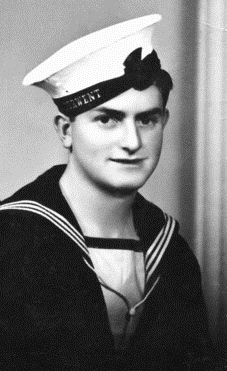
Edward Sheean

Edward (Teddy) Sheean (* 28. Dezember 1923 in Barrington auf Tasmanien; † 1. Dezember 1942 vor Betano auf Timor) war ein australischer Matrose im Zweiten Weltkrieg.
Teddy Sheean besuchte eine katholische Grundschule. Aus einfachen Verhältnissen stammend, erfuhr er keine weiterführende schulische Ausbildung und begann schon in jungen Jahren gemeinsam mit seinem Vater als Zimmermann und Schafscherer zu arbeiten.
Unter dem Eindruck des Krieges in Europa und der heraufziehenden japanischen Bedrohung seines Heimatlandes trat der 17-Jährige am 21. April 1941 freiwillig in die Königlich Australische Marine ein. Der junge Matrose begann seine Ausbildung auf dem Depotschiff HMAS Derwent in Hobart, der Hauptstadt seiner Heimatinsel. Zeitgleich absolvierte er einen Teil seiner maritimen Ausbildung auf dem Hilfsminensucher HMAS Coombar.
Sheean wurde an seinem 18. Geburtstag auf die HMAS Cerberus versetzt, um dort seine Grundausbildung abzuschließen. Die neue Heimatbasis lag in Western Port nahe Melbourne im Bundesstaat Victoria. Drei Wochen zuvor überfielen japanische Einheiten den US-amerikanischen Kriegshafen Pearl Harbor, womit der Krieg in Europa, Afrika  und China endgültig zum Weltkrieg wurde und letztendlich auch das abgelegene Australien erreichte. Innerhalb eines halben Jahres eroberte das Japanische Kaiserreich Französisch-Indochina, Malaya, Niederländisch Ostindien, Portugiesisch-Timor, die Philippinen, fast ganz Neuguinea und den Großteil der weiteren Inseln des Pazifischen Ozeans.
Nach einer kurzzeitigen Verwendung auf der HMAS Penguin wurde der Matrose Sheean im Sommer 1942 auf die Korvette HMAS Armidale befohlen. Der Neubau wurde am 11. Juni 1942 in Dienst gestellt.
Die HMAS Armidale transportierte am 1. Dezember 1942 australische und niederländische Kommandoeinheiten nach Timor. Die Korvette wurde von 13 japanischen Flugzeugen angegriffen und so schwer beschädigt, dass sie aufgegeben werden musste. Obwohl das australische Kriegsschiff eindeutig verloren war, beschossen die japanischen Flugzeuge die Überlebenden in ihren Rettungsbooten. Angesichts der ausweglosen Situation seiner schiffbrüchigen Kameraden verließ Teddy Sheean sein Flakgeschütz nicht und feuerte weiter auf die Flugzeuge. Er konnte einen Angreifer abschießen und zwei weitere schwer beschädigen, musste aber seinen Einsatz mit dem Leben bezahlen. Von 149 australischen und niederländischen Seeleuten und Soldaten an Bord der HMAS Armidale wurden 47 bei dem Luftangriff getötet. Ein Großteil der Anderen verdankte sein Überleben dem Einsatz von Teddy Sheean.
Die Australische Marine ehrt den tasmanischen Zimmermann mit einem nach ihm benannten U-Boot der Collins-Klasse. Die HMAS Sheean lief 1999 in Anwesenheit von Teddy Sheean's Schwester Ivy Hayes vom Stapel.
Lee Kernaghan widmete Sheean auf dem Gemeinschaftsalbum Spirit of the ANZACs ein Lied (Forever Eighteen). 2020 genehmigte Königin Elisabeth II. die Verleihung des Victoria-Kreuzes an Sheean. Eine Zeremonie soll in den nächsten Monaten stattfinden.